# Verónica Franco

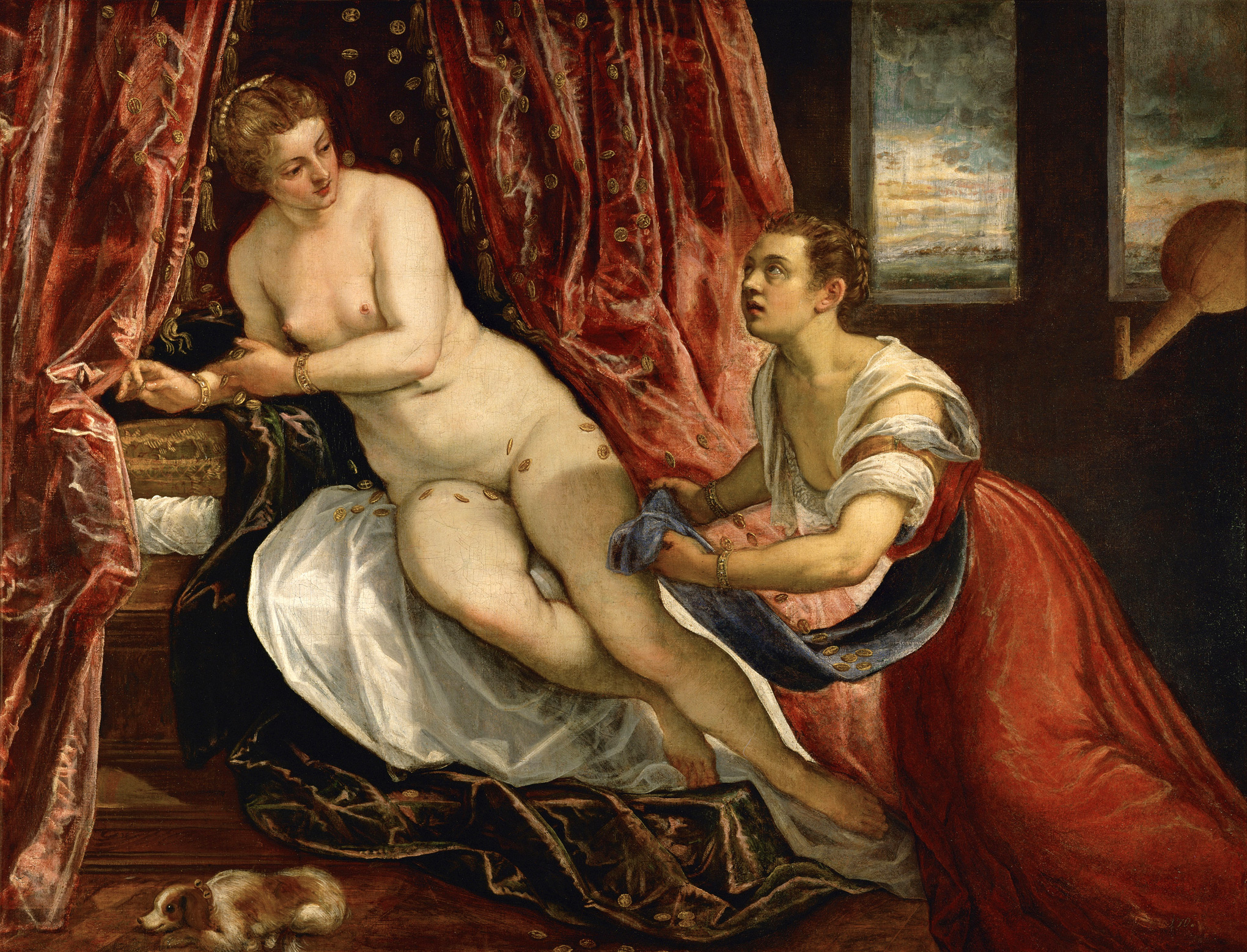
Dánae de Tintoretto (hacia 1570). Verónica Franco está representada como Dánae. Museo de Bellas Artes de Lyon.

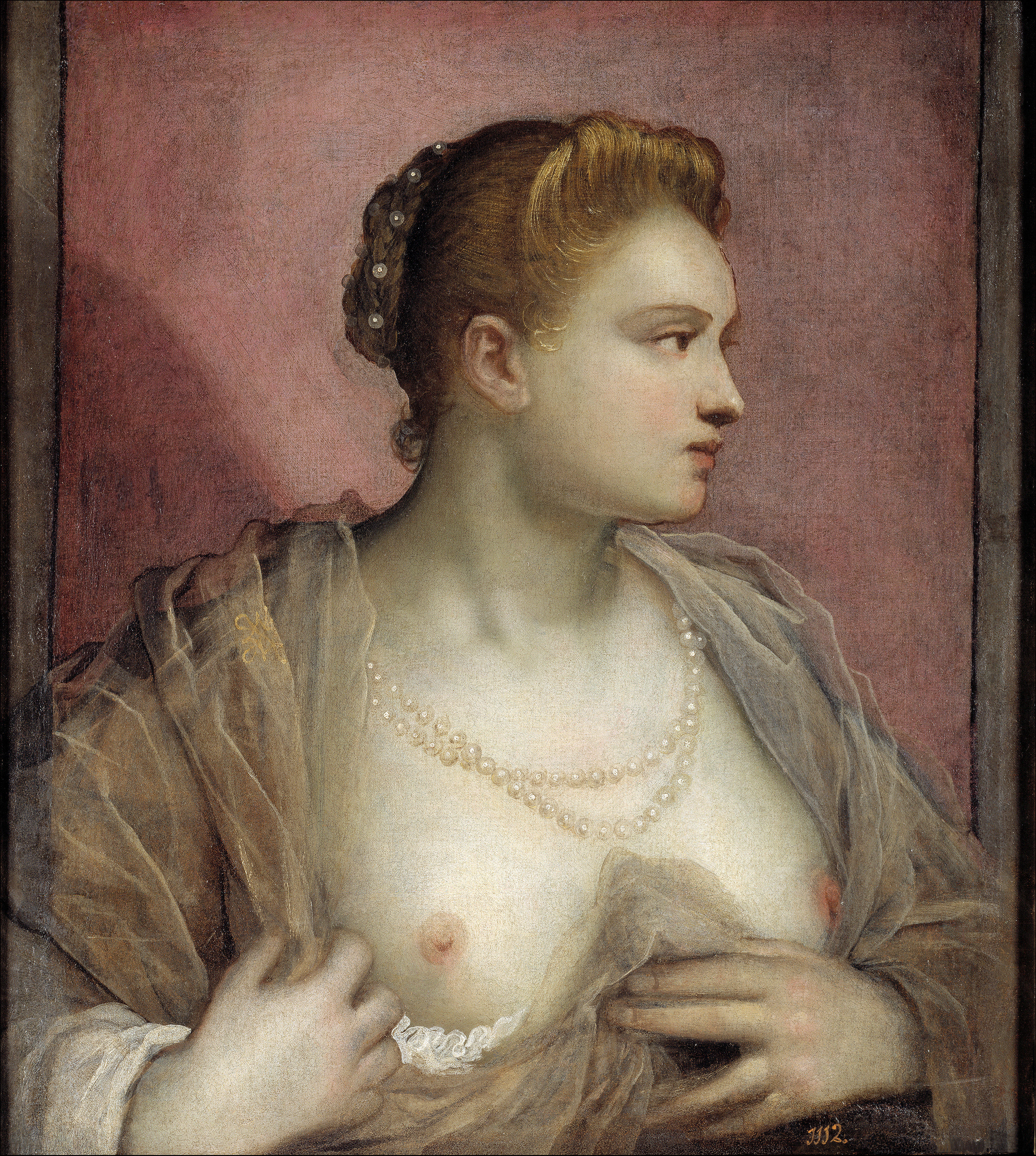
Dama enseñando el pecho, atribuido a Tintoretto o a su hijo Domenico Tintoretto hacia 1570. Museo del Prado.

Verónica Franco (Veronica en italiano), República de Venecia, 25 de marzo de 1546 - Venecia, 21 de julio de 1591, fue una poeta y cortesana italiana en la Venecia del siglo XVI.

## Biografía
Nacida en una familia veneciana de clase media (cittadino de la República Veneciana), su padre fue Francesco Maria Franco y su madre, Paola Fracassa, una cortesana que, al casarse, abandonó su antiguo oficio, lo que le permitió dar a Verónica una buena educación y concertar su matrimonio con Paolo Panizza en 1563, un médico aficionado al juego y a la bebida. Ante la vida insoportable que le daba, en 1564 y aun estando embarazada, decide reclamar su dote y separarse.
Tras esta separación, recurrió a su madre para que la enseñara e introdujera en su propio oficio de cortesana honesta (cortigiane oneste) para mantener a su familia. En el libro donde se documentan las 215 cortesanas más famosas de Venecia, el Tariffa delle puttane de 1572, Veronica aparece junto a su madre, y ambas tienen la misma tarifa, dos escudos por noche. Pero en poco tiempo, Verónica llegaría a ser la más exitosa de las cortesanas honestas  de Venecia, teniendo relaciones con los personajes más importantes de la ciudad como senadores, cardenales, académicos e incluso tuvo una breve relación con el rey Enrique III de Francia.
Conoció en particular a Giacomo di Baballi, quien le dio un hijo, Achilletto, antes de conocer a Andrea Tron, de quien también tuvo un hijo, Enea. Luego tuvo una larga relación con Marco Vernier. Verónica figuraba como una de las cortesanas más importantes de Venecia en el Catalogo de tutte le principal et più honorate cortigiane di Venetia (publicado alrededor de 1565).
Estas cortesanas honestas, favorecidas por el gran momento económico y cultural de la Venecia del XVI exhibían modales aristocráticos, tenían una gran educación y habían logrado éxitos artísticos o literarios, por lo que elevaban su estatus y atraían a la élite de los rangos más altos de la sociedad. Se distinguía claramente a Verónica de otro tipo de nivel inferior de prostitutas ambulantes especialmente enfocadas a la clase media (cortigiana di lume o cortesanas de la luz) que pululaban sobre todo en los alrededores del Puente de Rialto o de otras, todavía de un nivel más bajo, la meretrice ("rameras") que vendían sus habilidades bajo los puentes de la ciudad de la laguna.
Mujer de gran cultura gracias a su madre, Verónica escribió y publicó dos poemarios: Terze rima en 1575, apoyado por Domenico Venieri, un poeta seguidor de Petrarca y Lettere familiari a diversi (Cartas íntimas y variadas) en 1580, editado por ella misma, donde se recoge su correspondencia con personajes de la época y que hoy constituye un testimonio privilegiado de los usos y costumbres de aquella Venecia. Publicó colecciones de cartas y recopiló obras de otros escritores en diversas antologías. Gracias a su éxito, dispuso de los medios necesarios para fundar una beneficencia para cortesanas y sus hijos.
En 1575, durante la epidemia de peste negra que devastó la ciudad, abandonó Venecia y perdió muchas de sus posesiones que fueron objeto de saqueos. A su regreso en 1577, se defendió ante un tribunal de la Inquisición por la acusación de brujería (una acusación bastante común en ese momento contra las cortesanas). Fue absuelta, probablemente debido a sus conexiones con los nobles de la ciudad. 
El resto de su vida es bastante oscura, aunque los registros que han pervivido sugieren que, aunque ganó su libertad, perdió todos sus bienes materiales y riqueza. Eventualmente, su último gran benefactor murió y la dejó sin apoyo financiero. Aunque su destino es en gran parte incierto, se cree que murió en relativa pobreza a sus 45 años en la parroquia de San Moisés en Venecia, dejando por testamento una suma para permitir que dos cortesanas se casasen, ingresen en las órdenes o sirviesen de dote a dos niñas.
En este ambiente renacentista, Verónica y este tipo de mujeres pudieron trascender la barrera entre las posibilidades sociales limitadas de la esfera privada femenina con una amplia cultura y la esfera pública masculina, pero lo hicieron sacrificando su reputación en una sociedad respetable.

## En la cultura popular
La vida de Verónica Franco fue recreada por la escritora Margaret F. Rosenthal en su libro de 1992 The Honest Courtesan.
En la película Dangerous Beauty de 1998, basada en el libro de Rosenthal y dirigida por Marshall Herskovitz, Catherine McCormack interpreta a Verónica Franco.